# Plagiosiphon discifer
Espèce
Synonymes
- Hymenostegia discifer (Harms) Pellegr.[1]

Plagiosiphon discifer Harms est une espèce de plantes à fleurs du genre Plagiosiphon et de la famille des Fabaceae (selon APGIII). Décrite par Hermann Harms en 1897, c'est une arbuste endémique du Cameroun.

## Description
C'est un arbuste touffu d'environ 3 à 5 m de hauteur, à fruit inconnu. 

## Distribution
L'espèce n'est connue qu'à travers le spécimen observé par Alois Staudt en 1896 à Lolodorf, au sud-ouest du Cameroun.

## Synonymie
Le synonyme homotypique de cette espèce est :
- Hymenostegia discifer (Harms) Pellegr[3].